# سفیران سبز امید
سفیران سبز امید عنوان شورایی است که در آن نمایندگان تشکل‌های وفادار به منشور جنبش سبز در خارج از ایران ضمن ایجاد ارتباط نزدیک میان هسته‌های متبوع خود در مورد انجام فعالیت‌های مشترک در راستای نیل به اهداف جنبش سبز به تشریک مساعی می‌پردازند.

این تشکل‌ها عبارتند از:
دانشجویان سبز نروژ (نُرسا)
راه سبز اتاوا
راه سبز امید گوتنبرگ (رساگ)
راه سبز ایرانیان بریتانیا (رساب)
راه سبز ایرانیان مالزی (رسام)
کانون دانشجویان و دانش اموختگان اصلاح طلب مقیم آلمان (کادِص)
کانون دکتر علی شریعتی، دانشجویان ایرانی مقیم فرانسه
کانون دکتر مصدق میلان
نخستین نشست سفیران سبز امید از ۱ تا۴ مرداد ماه ۱۳۹۰ در شهر پاریسبرگزار شد.
نشست دوم در شهر گوتنبرگ سوئد برگزار گردید.
در شهریورماه ۱۳۹۱ و در آستانه اجلاس سران جنبش عدم تعهد در تهران، این تشکل طی نامه‌ای به محمد مرسی رئیس جمهور منتخب وقت مردم مصر خواهان پیگیری وضعیت حصر رهبران جنبش سبز میرحسین موسوی، مهدی کروبی و زهرا رهنورد در سفر وی به تهران شدند که به دلیل صدور فراخوان جهت راهپیمایی حمایت از جنبش مردم تونس و مصر در حصر خانگی قرار گرفتند. توماس فریدمن، تحلیل گر روزنامه معتبر نیویورک تایمز طی یادداشتی نوشت که امیدوار است محمد مرسی، نامه سفیران سبز امید را بخواند.
در شهریورماه ۱۳۹۲ کارت پستالهایی از آثار هنری رهبران در حصر جنبش سبز، میرحسین موسوی و زهرا رهنورد منتشر شد و قابل خرید برای عموم قرار گرفت. این کارت پستال‌ها در مناسبت‌های مختلف از جمله عید غدیر و عاشورای سال ۱۳۹۲ به تعداد زیادی از نمایندگی‌های سیاسی و فرهنگی ایران در خارج از کشور ارسال و ضرورت پایان حبس خانگی میرحسین موسوی، مهدی کروبی و همسرانشان به آن‌ها یادآوری شد.

در آستانه انتخابات ریاست جمهوری ایران (۱۳۹۲) دو وبینار توسط تشکل‌های عضو سفیران سبز امید جهت بررسی نحوه حضور فعالان جنبش سبز در این انتخابات برگزار گردید. در هفتم اردیبهشت ماه ۱۳۹۲ وبینار «انتخابات ۹۲، فرصت‌ها و چالش ها» توسط تشکل‌های کادص و رسام و با حضور مرتضی کاظمیان و علی افشاری برگزار شد. همچنین در ۲۸ اردیبهشت ۱۳۹۲ وبینار «جنبش سبز و انتخابات ریاست جمهوری» توسط تشکل‌های کادص و رساب و با حضور رجبعلی مزروعی و علی اکبر موسوی خوئینی برگزار شد.